# NK Krško
 (mai 2013).
Si vous disposez d'ouvrages ou d'articles de référence ou si vous connaissez des sites web de qualité traitant du thème abordé ici, merci de compléter l'article en donnant les références utiles à sa vérifiabilité et en les liant à la section « Notes et références ».
Maillots
Le NK Krško est un club de football de la ville slovène de Krško.

## Palmarès
- Championnat de Slovénie de deuxième division :
  - Vainqueur : 2014–2015
- Championnat de Slovénie de troisième division :
  - Champion : 2001–2002
- Championnat de Slovénie de quatrième division :
  - Champion : 1998–1999